# يحيى بن عبد الله بن صيفي
يحيى بن عبد الله بن محمد بن يحيى بن صيفي المكي، المخزومي، القرشي مولى عثمان بن عفان. من رواة الحديث وهو ثقة، من خيار أهل مكة ومتقنيهم وكان خيرًا فاضلًا.

## روايته للحديث النبوي
حدث عَن: أبي معبد مولَى ابن عباس وعكرمة بن عبد الرحمن الحارث.
رَوَى عَنهُ: إسماعيل ابن أمية وابن جريج وزكريا بن إسحاق فِي (الزَّكَاة) و(الصَّوْم).

## الأقوال فيه
الجرح والتعديل
- قال أبو حاتم بن حبان البستي: ذكره في الثقات وقال: مولى عثمان بن عفان.
- قال أحمد بن شعيب النسائي: ثقة.
- قال ابن حجر العسقلاني: ثقة.
- قال الذهبي: ثقة.
- قال محمد بن سعد كاتب الواقدي: ثقة وله أحاديث.
- قال يحيى بن معين: ثقة.